# Grenade (pays)
Pour les articles homonymes, voir Grenade.
Grenade
(en) Grenada
La Grenade (en anglais : Grenada, /ɡɹɪˈneɪdə/ ; en créole grenadien (en) : Gwenad ; en kali'na : Kamahuye) est un pays des Antilles.
Cet État insulaire de la mer des Caraïbes comprend l'île de Grenade, l'île Ronde, l'île de Carriacou et l'île de Petite Martinique, toutes situées dans la partie méridionale de l'archipel des Grenadines. En y incluant les îles désertes, le pays possède une superficie de 350 km2. En 2015, on comptait 110 694 habitants.
L'île de la Grenade est située à moins de 150 km au nord des côtes du Venezuela et de Trinité-et-Tobago. L'île de Carriacou est à quelques kilomètres au sud de l'île d'Union de Saint-Vincent-et-les-Grenadines.
Le régime politique est une monarchie constitutionnelle, la langue officielle est l'anglais, la capitale et la plus grande ville est Saint-Georges.
Peuplée par les Caraïbes avant l'arrivée des Européens, la Grenade est d'abord une colonie du royaume de France de 1649 à 1763. À la suite de la guerre de Sept Ans, elle est léguée au royaume de Grande-Bretagne par le traité de Paris. Reconquise par la France durant la révolution américaine, elle redevient britannique grâce au traité de Versailles de 1783. Le pays accède à son indépendance du Royaume-Uni le 7 février 1974. La Grenade devient le Gouvernement révolutionnaire populaire de la Grenade, un État communiste, de 1979 jusqu'à l'invasion américaine de 1983.
Après avoir été épargnée par les cyclones pendant 49 ans, l'île est touchée en 2004 par l'ouragan Ivan, qui cause d'importants dommages, suivi en 2005 par l'ouragan Emily.
La Grenade est surnommée « l'île aux épices » (Island of Spice) pour sa cannelle, ses clous de girofle, son curcuma et surtout le macis et la noix de muscade.
La Grenade est membre de l'Alliance bolivarienne pour les Amériques (ALBA) depuis le 14 décembre 2014.

## Histoire
Avant l'arrivée de Christophe Colomb, en 1492, l'île était habitée par les Arawaks Kalinagos qui avaient nommé l’île Kamahuye. Christophe Colomb baptise cette île Concepción. Une compagnie fondée par le cardinal français Richelieu achete l'île aux Anglais en 1650. Grenade reste sous domination française jusqu'en 1762.
Grenade devient officiellement britannique en 1763 par le traité de Paris qui met fin à la guerre de Sept Ans. Les Français s'emparent de nouveau de l'île en 1779, mais les Britanniques la reprennent peu après. La paix est rétablie lors de la signature par les deux camps du traité de Versailles en 1783. Provoquée par Victor Hugues, une révolte pro-française éclate en 1795 mais est matée par les troupes britanniques. De 1958 à 1962, la Grenade devient une province de la Fédération des Indes occidentales, qui éclate rapidement.
L'île accéde à l'indépendance le 7 février 1974, devenant un royaume du Commonwealth, avec Eric Gairy comme Premier ministre. Mais le gouvernement de celui-ci devient progressivement autoritaire, se lie aux dictatures militaires chilienne et sud-coréenne, et s’appuie sur des groupes de miliciens semblables aux Tontons macoutes d’Haïti, le Mongoose Gang (en), pour assassiner des adversaires politiques. Il se bâtit une fortune considérable en accumulant les propriétés d’hôtels et de restaurants.
L'opposition se rassemble principalement au sein du New Jewel Movement (NJM) dirigé par Maurice Bishop (dont le père a lui-même été assassiné par le régime). Devant l’impossibilité de manifester légalement, elle commence à organiser une branche militaire, l'armée révolutionnaire du peuple. Lorsque les dirigeants du mouvement apprennent qu'Eric Gairy s’apprête à les faire assassiner, ils choisissent d’opérer un coup d’État : le 13 mars 1979, un groupe de militants s'empare de l'unique caserne de la Grenade et désarme les soldats qui n'opposent que très peu de résistance.
Le NJM constitue un Gouvernement révolutionnaire du peuple présidé par Maurice Bishop, qui exprime son objectif : « Nous sommes un petit pays, nous sommes un pays pauvre, avec une population de descendants d'esclaves africains, nous faisons partie du tiers monde exploité et, définitivement, notre défi est de chercher la création d'un nouvel ordre international qui mette l’économie au service du peuple et de la justice sociale. » Le nouveau gouvernement inquiète les États-Unis, qui avaient précédemment soutenu Eric Gairy, et dont l’ambassadeur avertit : « Le gouvernement des États-Unis verrait avec déplaisir toute inclinaison de la part des Grenadiens à développer des liens plus étroits avec Cuba. »
Le régime s’emploie en particulier à développer des politiques sociales : un Centre pour l'éducation populaire est créé pour coordonner les initiatives du gouvernement en matière d'éducation, notamment des campagnes d'alphabétisation. L'apprentissage du créole de la Grenade est autorisé à l'école. Néanmoins, la tendance du gouvernement de Bishop à marginaliser le rôle de l’Église dans l'éducation contribue à la dégradation des relations avec le clergé. Dans le secteur de la santé, les consultations médicales sont rendues gratuites avec l'aide de Cuba qui fournit des médecins, du lait est distribué aux femmes enceintes et aux enfants. En économie, les autorités mettent en place un système de prêts financiers et de matériel à l'attention des agriculteurs, et des coopératives agricoles sont mises en place pour développer l'activité. Le gouvernement de Bishop s'emploie également à développer les infrastructures, notamment en construisant de nouvelles routes et en modernisant le réseau électrique. Enfin, le gouvernement s'attaque aux cultures de marijuana pour favoriser l'agriculture vivrière et faire baisser la violence.
Au niveau international, la Grenade est de plus en plus isolée. Le Royaume-Uni suspend ses aides économiques et les États-Unis usent de leur influence pour bloquer les prêts du Fonds monétaire international et de la Banque mondiale. La situation se dégrade également sur le plan intérieur : le 19 juin 1980, une bombe explose pendant un meeting au cours duquel Bishop devait intervenir. L'engin fait trois morts et vingt-cinq blessés. Bishop accuse ouvertement « l’impérialisme américain et ses agents locaux ». La responsabilité réelle de la CIA est cependant incertaine ; si elle avait en effet imaginé des opérations de déstabilisation, l’administration Carter y était opposée. En 1983, Bishop se rend finalement à Washington pour essayer de « négocier la paix ». Au sein du gouvernement socialiste, des dissensions opposent une faction pro-soviétique et les partisans de Bishop. Le voyage à Washington de celui-ci est désavoué par le comité central du parti, qui le destitue le 14 octobre 1983 et le remplace par une direction collégiale. Le 19 octobre, les partisans de Bishop déclenchent une grève générale qui conduit à l'arrestation de ce dernier. Alors que les manifestants tentent de franchir les barrages pour le libérer, il est assassiné par l'armée le 19 octobre 1983.
Six jours après la prise de pouvoir par l'armée en octobre 1983, la Grenade est envahie par une coalition menée par les États-Unis. Cette intervention est demandée par l'Organisation des États de la Caraïbe orientale (OECO). La requête est rédigée à Washington. L'opération est le plus grand déploiement américain depuis la guerre du Viêt Nam. La guerre est rapide et la coalition américaine (7 000 soldats américains et 300 hommes d'Antigua, la Barbade, la Dominique, la Jamaïque, Sainte-Lucie et Saint-Vincent, qui n'ont pas participé aux combats) vient rapidement à bout des forces grenadiennes (800 soldats, assistés par 784 Cubains — pour la plupart des ouvriers qui participaient aux travaux de construction d'un aéroport — et quelques instructeurs provenant d'URSS et d'autres pays communistes). Après la chute du PRG, des élections sont tenues en 1984, et voient la victoire du Nouveau Parti national.
En 1997, les partis d'opposition s'unissent pour faire face aux tendances « dictatoriales » du régime. Des manifestations contestent le projet d'installation d'une base militaire américaine.

## Géographie

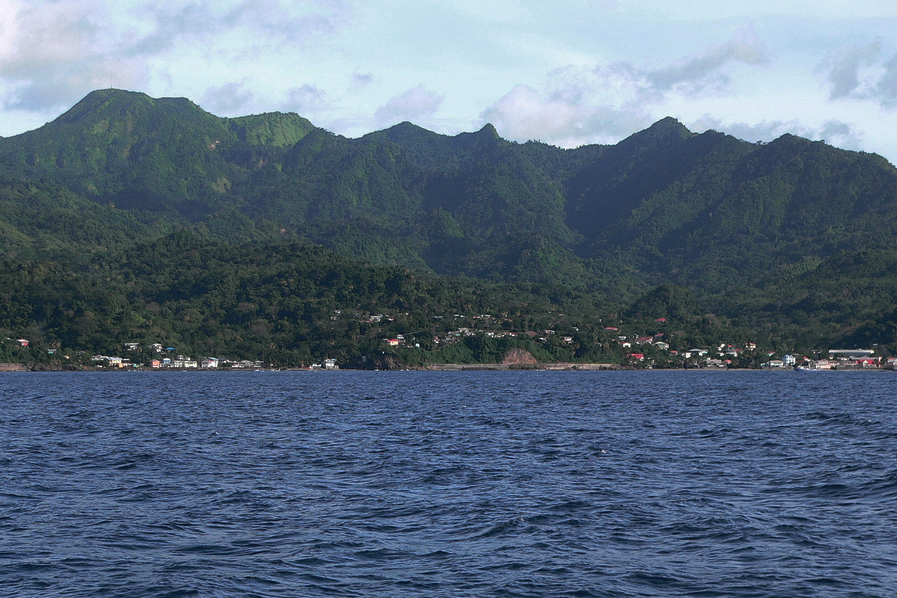
Montagnes de l'île de la Grenade vues de la mer.

La Grenade est un pays des Antilles. La Grenade est située à 109 km au sud-sud-ouest de l'île Saint-Vincent (Saint-Vincent-et-les-Grenadines), à 132 km au nord-ouest de l'île de Tobago (Trinité-et-Tobago) et à 139 km de la punta Mejillones, sur la côte nord-est du Venezuela. D'une superficie de 344 km2, ce pays compte environ 110 000 habitants (2012) et est composé de l'île principale, la Grenade, et de quelques îles parmi les Grenadines, Carriacou, Petite Martinique et l'île Ronde. Saint-Georges est la capitale de la Grenade.
La Grenade est située à 200 km au nord du Venezuela, le pays continental le plus proche.
Le mont Sainte-Catherine est le point culminant avec 840 m. Le littoral de l'île principale mesure 121 km de long.
Le Kick-'em-Jenny est un volcan sous-marin de la mer des Caraïbes, situé à 8 km au nord de l'île de Grenade et à environ 8 km à l'ouest de l'île Ronde. Le mont s'élève à 1 300 m au-dessus du fond de la mer ; son sommet est à 160 m de profondeur.

## Politique

### Subdivisions

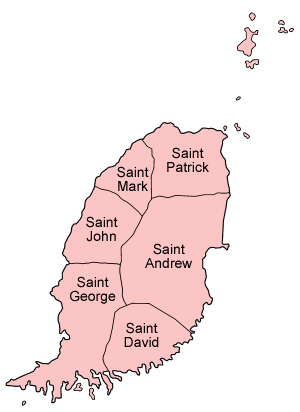
Carte administrative des six paroisses.

La Grenade est divisé en six paroisses (parishes) et une dépendance (dependency).
- Paroisse de Saint Andrew,
- Paroisse de Saint David,
- Paroisse de Saint George,
- Paroisse de Saint John,
- Paroisse de Saint Mark,
- Paroisse de Saint Patrick,
- Dépendance de Carriacou et Petite Martinique, pas sur la carte administrative.

## Économie

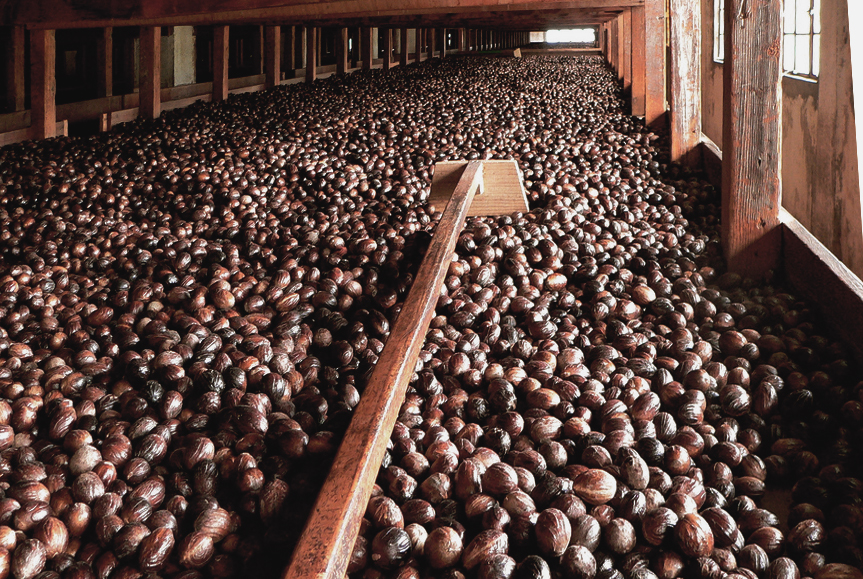
Séchage de la noix de muscade à Gouyave.

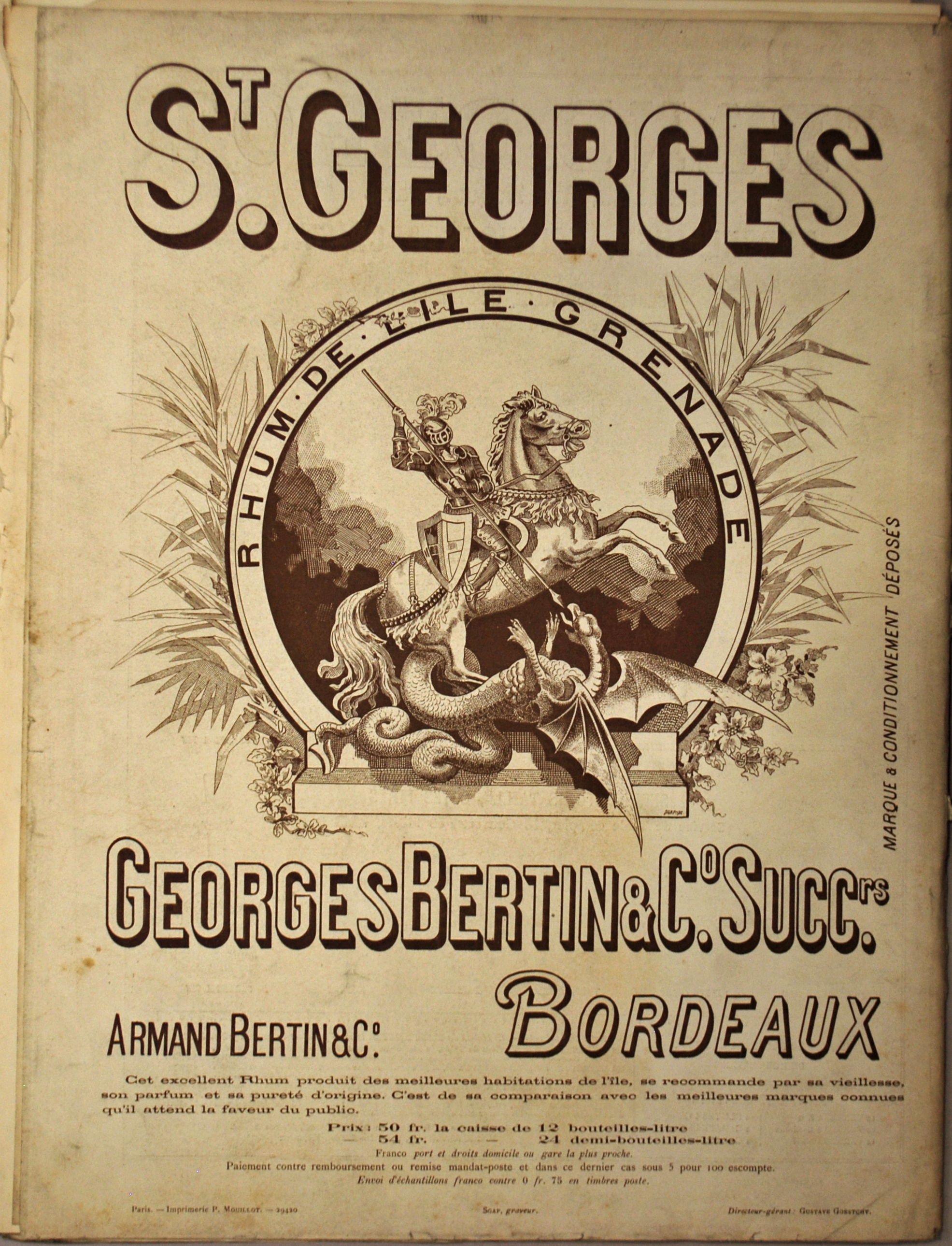
St Georges, rhum de l'île Grenade, Paris-Noël, 1886

L'agriculture représente environ 24 % du produit national brut (PNB)[réf. nécessaire] et 7 % du produit intérieur brut (PIB), l'industrie et les services représentent respectivement 14 et 78 % du PIB.
La noix de muscade, qui orne le drapeau national, a fait la fortune de l'archipel : jusqu'en 2004, la Grenade en était le deuxième producteur mondial derrière l'Indonésie et l'ensemble de ses épices faisait vivre plus de 3 000 exploitants. Mais cette année-là, l'ouragan Ivan, dit « le terrible » a ravagé 60 % des plantations. Si bien que la noix de la Grenade ne devrait pas retrouver son rang avant 2012, le temps que les milliers de muscadiers replantés arrivent à maturité.
Alors que le taux de chômage dépasse 30 %, le gouvernement impose en 1991 un plan d'austérité. Devant l'éventualité de nombreux licenciements, le plan est vivement contesté et le gouvernement réagit en limitant le droit de grève.
En septembre 2001, le Groupe d'action financière sur le blanchiment des capitaux inscrit la Grenade sur la liste noire des pays ne collaborant pas à la lutte contre le blanchiment. En 2002, le gouvernement ferme trois banques offshore responsables de fraudes. le pays est retiré de la liste en 2003.
Le 7 septembre 2004, l'ouragan Ivan a dévasté la Grenade. 90 % des habitations ou immeubles ont été détruits. Plus de 90 % des bateaux ancrés régulièrement ou réfugiés à la Grenade pour échapper à Ivan ont été coulés ou endommagés. Ivan, cyclone de force 5 (« catastrophique », maximum sur l'échelle de Saffir-Simpson) a fait 37 morts, 500 blessés et laissé 60 000 personnes sans abri. Il fut l'ouragan le plus redoutable ayant frappé les Caraïbes en un demi-siècle. Le 14 septembre 2004, la Commission européenne a accordé une aide de 1,5 million d'euros en faveur des victimes de la Grenade.
Le dollar des Caraïbes orientales est la monnaie de la Grenade et des sept autres pays et territoires anglophones des Petites Antilles depuis 1965. En anglais, la devise se dit East Caribbean dollar ou plus communément EC dollar (prononcer « i-ci dollar ») et se note EC$ (de préférence à $ pour éviter les confusions, notamment au sein de l’Organisation des États de la Caraïbe orientale (OECO). Il est émis par la Banque centrale des Caraïbes orientales (BCCO, en anglais : Eastern Caribbean Central Bank, ECCB), dont le siège se trouve à Basseterre, à Saint-Kitts-et-Nevis.

## Démographie

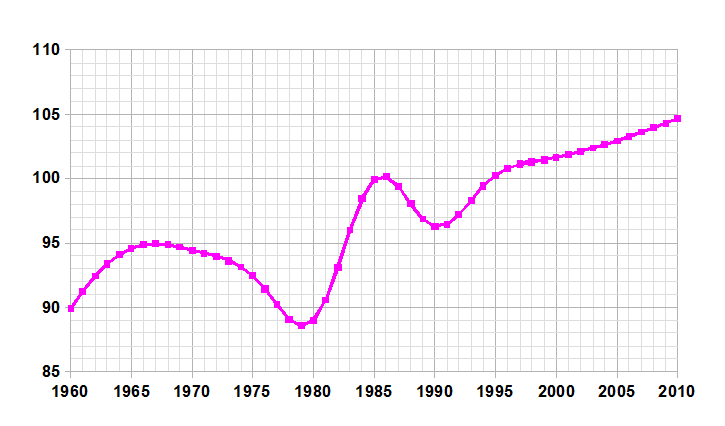
Évolution de la démographie entre 1961 et 2003 (chiffre de la FAO, 2005). Population en milliers d'habitants.

La plupart des habitants sont d'ascendance africaine. Les indigènes, Caraïbes et Arawaks, ne constituent qu'une minorité. Environ 50 % des habitants ont moins de 30 ans en 2000.
L'anglais est la langue nationale, mais quelques personnes connaissent encore le créole Grenadien proche de celui de la Martinique.
La population de Grenade est estimée à 110 694 habitants en 2015. Sa densité est de 316 hab./km2. Elle est composée à 24,35 % de personnes de 0 à 14 ans, à 66 % de personnes de 15-64 ans et de 9,62 % de personnes de 65 ans ou plus. L'espérance de vie des hommes est 71,5 ans et celle des femmes est de 76,9 ans. La même année, le taux de croissance de la population est 0,48 %, avec un taux de natalité de 16,03 ‰, un taux de mortalité de 8,08 ‰, un taux de mortalité infantile de 10,21 ‰, un taux de fécondité de 2,06 enfants par femme et un taux de migration de −3,13 ‰.
Selon le Pew Research Center, en 2010, 96,6 % des habitants de la Grenade sont chrétiens, principalement catholiques (51,9 %) et dans une bien moindre mesure protestants (43,4 %). De plus, 1,3 % de la population pratique une religion populaire.

### Langues
L'anglais est la langue officielle du pays mais dans la vie quotidienne, les deux langues parlées sont deux créoles : le créole anglais de Grenade (en) et le créole français de Grenade (en), reflets de l'héritage européen, africain et indien à Grenade.
Le créole grenadien français (ou patois) est surtout parlé en zone rurale, et tend à se restreindre à quelques portions de l'île.
Il existe une importante communauté indienne à Grenade, et des termes en hindi se retrouvent chez les descendants d'immigrés indiens.
Les langues indigènes sur l'île étaient l'iñeri et le karina.

## Culture
Tout comme pour les autres îles caribéennes, le principal événement culturel de la Grenade est le carnaval qui se déroule tous les ans au mois d'août. Localement appelé Spice Mas, le carnaval dure deux jours. Durant les festivités, les Grenadiens défilent vêtus de costumes très colorés faisant référence à l'héritage africain, britannique et français de l'île. La fête est très populaire et la majorité de la population y participe. L'île de Carriacou organise également son propre carnaval.
- Culture de la Grenade (en)
- Culture des Caraïbes (en)
- Art caribéen (en)
- Cinéma caribéen, Liste de films caribéens
- Musique de la Grenade (en)

### Patrimoine civil

#### Musées et autres institutions
- Liste de musées à la Grenade, dont Grenada National Museum (en).

#### Liste du Patrimoine mondial
Le programme Patrimoine mondial (UNESCO, 1971) a inscrit dans sa liste du Patrimoine mondial (au 17 janvier 2016) : liste du patrimoine mondial à la Grenade.

### Patrimoine religieux
- La cathédrale de l'Immaculée-Conception à Saint-Georges.

### Sports
La Grenade remporte son premier titre olympique le 6 août 2012 grâce à Kirani James, qui obtient à 19 ans la médaille d'or au 400 mètres homme des Jeux olympiques de Londres.

## Personnalités
- Akima Paul Lambert
- Sam Goodchild, skipper, qui prend le départ du 10ème Vendée Globe le 10 novembre 2024